# Socorro, Novi Meksiko
Socorro je grad u okrugu Socorru u američkoj saveznoj državi Novom Meksiku. Okružno je sjedište. Prema popisu stanovništva SAD 2010. ovdje je živio 9051 stanovnik. 

## Povijest
Za meksičko-američkog rata, kolovoza 1846., Novi Meksiko okupirala je američka vojska. U Las Vegasu u Novom Meksiku, poručnik Stephen W. Kearny proglasio je neovisnost Novog Meksika od Meksika. Na putu na kojem su se zaputili radi napada na Meksiko, američke su se snage zaustavile u Socorru. Rujna 1850. godine Novi Meksiko postao je dio SAD-a.
Godine 1889. je osnovana Novomeksička škola rudarstva, današnji Institut rudarstva i tehnologije Novog Meksika (New Mexico Institute of Mining and Technology).
Godine 1964. bio je mjestom slučaja gdje je mjesni policajac Lonnie Zamora navodno uočio leteći tanjur i kraj njega dva malena bića.

## Zemljopis
Nalazi se na 34°3′42″N 106°53′58″W / 34.06167°N 106.89944°W (34.061759, −106.899424). Prema Uredu SAD-a za popis stanovništva, zauzima 37,40 km2 površine, od čega 37,30 suhozemne.

## Stanovništvo
Prema podatcima popisa 2000. u Socorru bilo je 8877 stanovnika, 3415 kućanstava i 2151 obitelj, a stanovništvo po rasi bili su 66,16% bijelci, 0,74% afroamerikanci, 2,77% Indijanci, 2,24% Azijci, 0,06% tihooceanski otočani, 23,24% ostalih rasa, 4,79% dviju ili više rasa. Hispanoamerikanaca i Latinoamerikanaca svih rasa bilo je 54,50%.

## Poznate osobe
- Elfego Baca (1865. – 1945.), pravni, odvjetnik i političar
- Conrad Hilton (1887. – 1979.), utemeljitelj lanca hotela Hilton
- Willard Hughes Rollings (1948. – 2008.), povjesničar američkih Indijanaca
- Robert Fortune Sanchez (1938. – 2012.), rimokatolički nadbiskup
- Jeff Bhasker, glazbenik i glazbeni producent

## Zanimljivosti
- San Miguel de Socorro, misija
- Karl G. Jansky Very Large Array, dio Nacionalnog radioastronomskog opservatorija
- Nacionalno divljinsko utočište Bosque del Apache
- Nacionalno divljinsko utočište Sevilleta
- mjesto Trinityja
- White Sands Missile Range